# Pont d'en Jordà
El Pont d'en Jordà, anomenat tradicionalment  del Metro, és un Bé Cultural d'Interès Local de l'Hospitalet de Llobregat (Barcelonès).

## Descripció
Es tracta d'un pont suportat per dues bigues en gelosia, construïdes amb perfils d'acer laminat i unides mitjançant l'antiga tècnica de reblonat, que permeten cobrir tota la longitud del pont sense cap punt intermedi o pila que ajudi a sostenir l'estructura. El cordó superior té forma parabòlica.

## Història
Aquest pont es va construir cap al 1935 per a comunicar les barriades de Santa Eulàlia i de la Torrassa, que quedaven separades per les vies de tren i les del metro. Junt amb el carrer de la Riera Blanca, són els dos únics punts de contacte i comunicació entre ambdós barris. Un altre motiu era facilitar l'accés a l'estació de Metro de Santa Eulàlia, i per aquesta raó, el projecte no arribà a ser una realitat fins que la companyia del Metro Transversal, que volia atraure més usuaris del barri de la Torrassa, i l'Ajuntament de Barcelona, que tenia clares intencions annexionistes pel que fa als barris de Collblanc, la Torrassa i Santa Eulàlia, es van comprometre a finançar-lo.
El pont fou dissenyat per l'enginyer Santiago Rubió i l'autor dels estreps del pont va ser Ramon Puig i Gairalt, llavors arquitecte municipal de l'Hospitalet, i El constructor fou La Maquinista Terrestre i Marítima.
La inauguració va ser el 7 d'abril del 1935 en un acte multitudinari, atesa la rellevància d'aquesta infraestructura, amb presència inclosa de l'alcalde de Barcelona i de mitjans gràfics. El sobrenom prové del seu promotor, Josep Jordà i Poll, que va ser alcalde de l'Hospitalet del 26 de febrer al 5 de març del 1930, quan fou destituït pel Govern Civil arran de la seva militància republicana. Malgrat viure a 300 metres del pont, no va ser convidat als actes d'inauguració.